# Себастьян I
Себастьян I Желанный (порт. Sebastião «o Desejado»; 20 января 1554, Дворец Рибейра — 4 августа 1578, Эль-Ксар-эль-Кебир, Лараш) — король Португалии из Ависской династии.
Сын Жуана Мануэля, принца Португалии и Австрии. Он взошёл на престол в три года после смерти своего деда, короля Жуана III. Управлять страной ему пришлось в юном возрасте при помощи бабушки (королевы Екатерины Австрийской), а затем двоюродного деда (кардинала Генриха Португальского).

## Биография

### Рождение
Себастьян был сыном Жуана Мануэла, принца Португалии и Австрии. Его дедушками и бабушками по отцовской линии были король Португалии Жуан III и королева Катарина, по материнской линии — император Карл V и Изабелла Португальская.
Жуан Мануэл умер 2 января 1554 года, повергнув в шок все королевство, поскольку его сын Себастьян тогда все ещё находился в утробе матери. Жуан Мануэл был единственным выжившим сыном из девяти детей Жуана III, и наследие престола в королевстве зависело от его благополучного рождения. В противном случае ситуация могла стать катастрофической для Португалии, поскольку в брачном контракте сестры умершего принца с Филиппом II Испанским говорилось, что, если не будет никаких преемников, правление перейдёт к их сыну Карлосу. Потомство этого союза было связано с Кастилией, которую португальцы всегда ненавидели.
Субботним утром 20 января 1554 года родился принц Себастьян. Известие о его рождении было получено всеми именитыми домами, многие его приняли с молитвами и благодарениями Богу. 27 января он был крещён кардиналом Энрике, братом короля Дона Жуана, и был назван Себастьяном в честь деда.
Поскольку он был долгожданным наследником Ависской династии, то стал известен как Себастьян Желанный. В качестве альтернативы его также звали «Пасмурным» или «Спящим», из-за легенды, которая гласит о его возвращении в туманное утро для спасения Нации.

### Правление
Когда ему было два года, его больной дед позвал Себастьяна поиграть с ним. Когда король попросил воды, ему принесли два стакана, закрытый для короля и открытый — для Себастьяна. Видя это, мальчик начал капризничать, желая чашку, как у его дедушки, а король, глядя на это, сказал ему: «Скоро ты будешь царствовать». В следующем году, 11 июня 1557 года, Жуан III умер. Себастьян стал королём в возрасте трёх лет, четырёх месяцев и двадцати двух дней.
Во время его младенчества управлением сначала занималась его бабушка, королева Екатерина Австрийская, вдова короля Жуана III, а затем его двоюродный дед, кардинал Энрике де Эвора (23 декабря 1562—1568). В этот период, сразу после приобретения Макао в 1557 году и Дамана в 1559 году, колониальная экспансия была остановлена. Цель данного шага заключалась в объединении усилий по сохранению, укреплению и защите завоёванных территорий.
Во время правления Каталины и кардинала Энрике, а также во время недолгого правления Себастьяна, Церковь продолжала бороться за приход к власти. Законодательная деятельность была сосредоточена на религиозных вопросах, таких как консолидация инквизиции, её экспансия в Индию, создание новых епископств в крупных городах и колониях. Единственным важным культурным достижением было создание нового университета в Эворе — но и здесь также чувствовалось религиозное влияние при дворе, поскольку он был передан иезуитам.
Многое было вложено в военную оборону территорий. На пути в Бразилию и Индию были постоянными нападения пиратов, а мусульмане угрожали владениям в Марокко, нападая на Мазаган в 1562 году. Таким образом цель состояла в том, чтобы защитить торговый флот и построить или восстановить крепости вдоль побережья.
Бастионы в Северной Африке, неинтересные с коммерческой и стратегической точек зрения, требовали больших расходов. Почти всё необходимое приходилось завозить. Кроме того, они подвергались постоянным нападениям, так что требовалось много людей и оружия. Поэтому Филипп II в 1589 году благоразумно вернёт маврам Асилу, переданную Себастьяну в 1577 году султаном Марокко Абу Абдаллой Мохаммедом II.
На самом деле сохранение территорий в Марокко было в основном связано с вопросом репутации и традиций.
Молодой король вырос под влиянием иезуитов и стал подростком с большим религиозным рвением, хотя отсутствие у него военного и политического опыта привело португальскую армию к катастрофе Эль-Ксар-эль-Кебира и смерти самого короля.

### Крестовый поход и гибель
Себастьян жил в вымышленном мире, наполненном средневековыми рыцарскими идеалами. Его главной целью было завоевание для Португалии колоний в северной Африке. Воспользовавшись борьбой за престол в султанате Фес, он решил, считая себя наследником крестоносцев, освободить Марокко от мусульман.
В 1574 году он предпринял экспедицию в Танжер, где безуспешно боролся с маврами. Когда в Марокко возникла борьба за престол, Себастьян явился на помощь изгнанному Абу Абдалле Мохаммеду. Его войско состояло из португальцев, испанских, итальянских и немецких наёмников. При Эль-Ксар-эль-Кебире войско Себастьяна было разбито, сам король погиб, но тело его не было найдено.
Гибель юного неженатого короля привела к пресечению Ависской династии (последним бесспорным наследником стал пожилой бездетный двоюродный дед Себастьяна кардинал Энрике), кризису престолонаследия и к последующему объединению Португалии и Испании под скипетром короля Испании Филиппа II.
Некоторые утверждают, что его тело вскоре было похоронено в Сеуте. Но для португальцев в то время король — исчез. Эта катастрофа будет иметь худшие последствия для страны, ставя под угрозу её независимость. А спасение выживших ещё больше усугубило финансовые трудности страны.
В 1582 году Филипп I отправил в монастырь Жеронимуш в Лиссабоне тело, которое, как утверждают, принадлежало пропавшему королю, в надежде положить конец себастьянизму, но данный метод не сработал, так как раскрылось, что это не тело Себастьяна. Мраморную гробницу, которая опирается на двух слонов, все ещё можно наблюдать сегодня в Лиссабоне. Себастьян стал легендой о великом португальском патриоте — «спящем короле» (или Мессии), который вернётся, чтобы помочь Португалии в самые мрачные часы. Это образ, похожий на образ короля Артура в Англии или Фридриха Барбароссы в Германии.
Во время последующего испанского правления (1580—1640) Португалией четыре лже-короля утверждали, что каждый из них и есть настоящий король Себастьян. Последний из них — калабрийский Марко Тулио Катизона — был повешен в 1603 году.
Уже в конце XIX века в глухих лесах Баии в Бразилии крестьяне верили, что король вернётся, чтобы помочь им сражаться с «бразильской атеистической республикой» во время так называемой войны в Канудосе. То же самое повторилось в южной части Бразилии в эпизоде войны за Контестадо.

## Себастьянистская легенда
Исчезновение короля создало вокруг имени Себастьяна легенду: ещё долгое время португальцы ждали, что он вернётся и спасёт страну от врагов (так появился известный сюжет «Король под горой»). Чтобы развеять легенду, Филипп II, вступив в 1580 году на португальский трон, объявил, что получил из Марокко останки Себастьяна, и похоронил их в монастыре Жеронимуш в Лиссабоне. Однако эта акция не имела ожидаемого успеха. Воспользовавшись «себастьянистскими» настроениями, в разное время появлялись четыре самозванца, выдававших себя за пропавшего короля. Среди них были «Король Пенамакора» (настоящее имя неизвестно), Матеуш Алвареш и другие.

### Версии и данные об исчезновении
Среди бесчисленных спекуляций и исследований различных авторов в декабре 2011 года в третьем томе книги «Великие загадки истории» историки утверждали, что король Себастьян I пережил битву при Эль-Ксар-эль-Кебире и в 1598 году появился в Италии, где позднее был арестован в Венеции, Флоренции и Неаполе при соучастии испанцев. По словам тех же историков, тело короля похоронено в часовне Сан-Себастьян, в монастыре Августина Лиможского.
По сведениям историка Мануэла де Фарии-и-Созы, Луиш де Бриту подхватил знамя, а когда его с ним увидел король, то воскликнул: «Сплотимся вокруг штандарта, на нём и умрём». После того Луиш де Бриту не отводил взгляда от Себастьяна и видел его вдалеке у реки, но его никто из противников не преследовал. Позднее у реки короля встретил виконт дон Луиш де Лима. Он был последним, кто видел Себастьяна. Никто из португальцев не видел тело убитого короля, что и стало причиной ожидания его появления живым.

#### Узник Венеции
Наибольший интерес представляет собой человек, который описан выше в случае с незнакомцем в Венеции. Он появился двадцатью годами позже, объявив себя королём Португалии Себастьяном, и был принят португальцами в Лиссабоне словно был их настоящим суверенным правителем, потому что выглядел так прекрасно, что внук одноимённого наместника Индии и сын управляющего финансами в период правления Себастьяна защищали и поддерживали этого незнакомца из Венеции, объявляя миру, что король не умер.

## Увлечение шахматами
Король был большим ценителем шахмат. В Португалии по его приглашению побывали два самых сильных шахматиста Италии этого времени — Паоло Бои и Джованни Леонардо. Оба они играли в шахматы с королём и его лучшим придворным шахматистом по прозвищу «Мавр».

## Образ в культуре
- 1689 — пьеса «Don Sebastian, King of Portugal» Джона Драйдена.
- 1934 — поэма «D. Sebastião, Rei de Portugal» (сборник «Mensagem») Фернандо Пессоа.
- 1990 — фильм «Битва трёх королей» (СССР, Испания, Италия, Марокко). В роли Себастьяна — Виктор Бутов.
- 2002 — роман «O Desejado» бразильского писателя Айдано Рориса.
- 2016 — роман «D. Sebastião e o Vidente» португальской писательницы Дианы Барокейро.
- 2018 — роман «O Regresso do Desejado» португальского писателя Рикардо Коррейро.

### Обнаружение потерянных портретов
В ноябре 2010 года в Австрии был найден парадный портрет. Предполагалось, что на нём был изображён король Португалии, пропавший без вести 400 лет назад на поле битвы в Африке. Картина находилась во дворце Шёнбрунн, но выяснилось, что запечатлённая на ней личность была австрийским дворянином. Работа Алонсо Санчеса Коэльо была написана при португальском дворе в 1562 году. На другом портрете в виде бюста 3/4 неизвестного автора, недавно найденном в Италии, суверен изображён в зрелые годы жизни с бородой и усами, в полном доспехе и с воротником с оборками. 